# Фридебург
Фридебург (њем. Friedeburg) општина је у њемачкој савезној држави Доња Саксонија. Једно је од 19 општинских средишта округа Витмунд. Према процјени из 2010. у општини је живјело 10.563 становника. Посједује регионалну шифру (AGS) 3462005.

## Географски и демографски подаци
Фридебург се налази у савезној држави Доња Саксонија у округу Витмунд. Општина се налази на надморској висини од 3-10 метара. Површина општине износи 163,6 km². У самом мјесту је, према процјени из 2010. године, живјело 10.563 становника. Просјечна густина становништва износи 65 становника/km².